# Saarländischer Rundfunk
Саарландское радио (Saarländischer Rundfunk, SR) — некоммерческое государственное учреждение с правом самоуправления, существующее с 1945 года.

## Телевещательная деятельность учреждения
Учреждение ведёт или вело:
- с 1957 года — вещание по немецкой 1-й программе[8] в Германии (телепрограмме «Даз Эрсте» («Das Erste»)) (совместно с вещательными организациями других земель);
- до 1993 года — саарландские местные передачи по немецкой 1-й телепрограмме («СР фор ахт им Эрсте» («SR vor acht im Erste»))
- с 1 июня 1961 года до 31 марта 1963 года — вещание по 2-й телепрограмме[9] (совместно вещательными организациями других земель);
- в 1981-1999 гг. — совместные дополуденные передачи по 1-й и 2-й телепрограммам (совместно с вещательными организациями других земель и Вторым германским телевидением);
- с 1 сентября 1998 года — вещание по саарландской 3-й телепрограмме (телепрограмме «СР Фернзеен» («SR Fernsehen»));
- с 5 апреля 1969 года до 1 сентября 1998 года — вещание по телепрограмме «Зюдвест 3» (Südwest 3) (совместно с Юго-Западным радио и Южно-Германским радио);
- с 1 декабря 1993 года — вещание по международной[10] телепрограмме «3 Зат» («3sat»)  (совместно с вещательными организациями других земель, Вторым германским телевидением и Швейцарским обществом радиовещания и телевидения);
- с 29 марта 1986 года — вещание по международной телепрограмме «Арте» («Arte») (совместно с вещательными организациями других земель, Вторым германским телевидением, компанией «Арте Франс» и группой экономических интересов «Арте»), до 30 ноября 1993 года называвшейся «АйнсПлюс»;
- с 30 августа 1997 года — вещание по немецкой информационной телепрограмме «Тагессшау 24» («tagesschau24») (совместно с вещательными организациями других земель), до 30 апреля 2012 года называвшейся «АйнсЭстра» (EinsExtra);
- с 30 августа 1997 года — вещание по немецкой молодёжной телепрограмме «Ван» («One») (совместно с вещательными организациями других земель), до 3 сентября 2016 года называвшейся «АйнсФестиваль» (EinsFestival);
- с 1 января 1997 года — вещание по немецкой детской телепрограмме «КИКА» («KiKA») (совместно с вещательными организациями других земель и Вторым германским телевидением);
- с 7 апреля 1997 года — вещание по немецкой парламентской телепрограмме «Феникс» («Phoenix») (совместно с вещательными организациями других земель и Вторым германским телевидением);
- телетекст саарландской 3-й программ или «Заартекст» («Saartext»), до 1998 года совместно с Юго-Западным радио и Южно-Германским радио передавал совместный телетекст саарландской, баден-вюртембергской и рейнланд-пфальцской 3-й программе.
- поставку материалы для передачи прочих рубрик телетекста 1-й программы.

## Радиовещательная деятельность учреждения
Учреждение ведёт или вело:
- с момента основания учреждения - вещание по саарландской 1-й (информационной, общественно-политической и художественной) радиопрограмме (радиопрограмме «СР 1 Ойропавелле» («SR 1 Europawelle»),  до 2012 года — «Ойропавелле Заар» («Europawelle Saar»)), звучащей на ультракоротких волнах;
- с 1967 года — вещание по саарландской 2-й (информационной и художественной) радиопрограмме (радиопрограмме «СР 2 Культуррадио» («SR 2 Kulturradio»), до 2012 года - «Штудиовелле Заар» («Studiowelle Saar»)), звучащей на ультракоротких волнах;
- с 7 января 1980 года — вещание по саарландской 3-й (информационно-музыкальной) радиопрограмме (радиопрограмме «СР 3 Заарландвелле» («SR 3 Saarlandwelle»), до 2012 года - «Заарландвелле» («Saarlandwelle»)), звучащей на ультракоротких волнах;
- с 12 декабря 2005 года — вещание по саарландской информационной радиопрограмме (радиопрограмме «Антенне Заар» («Antenne Saar»)), звучащей в её крупных городах на ультракоротких волнах;
- с 1 марта 1999 года — вещание по саарландской молодёжной 5-й (молодёжной) радиопрограмме (радиопрограмме «103.7 УнзерДинг» («103.7 UnserDing»)), звучащей в её крупных городах на ультракоротких волнах, до 31 декабря 2015 года также во всех её населённых пунктах на средних волнах;

## Деятельность учреждения в Интернете
Учреждение ведёт в Интернете:
- Сайт «sr.de»;
- Страницу «SR» на сайте «facebook.com».

Учреждение поставляет материалы для:
- Ведение страницы «Новости» сайта «ард.де»;
- Ведения сайта «тагессшау.де»;
- С 30 сентября 2016 года для ведения сайта «функ.нет»;
- Ведения страницы «Тагесшау» на сайте «youtube.com»;
- Ведения страницы «Тагесшау» на сайте «facebook.com»;
- Ведения страницы «Тагесшау» на сайте «twitter.com».

## Учредители
Учредителем организации является земля Германии Саарланд.

## Руководство
Руководство учреждением осуществляет:
- Совет Саарландского радио (SR-Rundfunkrat), несколько членов которого назначаются ландтагом Саарланда, 1 - правительством Саарланда (в данный момент им является министр здравоохранения и социального обеспечения Саарланда), 29 - массовыми организациями[11]
- правление (Verwaltungsrat), назначавшееся Советом Саарландского радио;
- Директор (Intendant), назначавшийся Советом Саарландского радио.

## Подразделения
- Административно-производственная дирекция
  - Отдел финансов (B Finanzen)
  - Отдел кадров (B Personal)
  - Служба техники (B Technik)
    - Группа информационной техники (FB Informationstechnik)
    - Группа системной техники (FB Systemtechnik)
    - Группа распространения программ (FB Programmverbreitung)
- Юридический отдел
- Дирекция программ
  - Главная редакция
    - Группа новостей телевидения
    - Группа новостей радио
    - Группа экономики
    - Группа культуры

  - Отдел SR 1
    - Группа информации
    - Группа музыки и развлекательных программ
    - Группа 103,7 Unser Ding

  - Отдел SR 2
    - Группа новостей культуры
    - Группа музыки
    - Группа религиозных программ
    - Группа художественных программ

  - Отдел SR 3 
    - Группа информации
    - Группа музыки и развлекательных программ
    - Группа политики и экономики[12]

  - Отдел телевидения
    - Группа новостей
    - Группа культуры
    - Группа развлекательных программ и телеспектаклей
    - Группа спорта

  - Отдел продукции
    - Служба производства (FB Herstellung)
    - Служба производственной техники (FB Produktionstechnik)
- Филармонический оркестр немецкого радио Саарбрюккена и Кайзерслаутерна (Deutsche Radio Philharmonie Saarbrücken Kaiserslautern).
- На правах подразделений Центрально-Германского радио действуют часть местных бюро организации по сбору абонемента «АРД ЦДФ Дойчландрадио Байтрагссервис» (ARD ZDF Deutschlandradio Beitragsservice) расположенные на территории земли Саарланд.

## Финансирование
В среднем 86% расходов покрывается за счёт абонемента (Rundfunkgebühr), собираемого организацией «АРД ЦДФ Дойчландрадио Байтрагссервис» со всех немецких граждан и иностранцев, постоянно-проживающих на территории Германии, владеющих радиоприёмниками и (или) телевизорами,  после чего собранные средства разделяется между ARD, ZDF и Deutschlandradio, а затем уже внутри ARD разделяются между вещательными организациями отдельных земель, в среднем 2% - за счёт доходов от продажи рекламного времени в 1-й телепрограмме компанией «АРД Вербунг сэйлс энд сервисес» и рекламного времени в радиопрограммах компанией «АС энд С Радио».

## Членство
Учреждение является членом международной организации «Европейский союз радиовещания».

## Активы
Располагает программным радиотелецентром в Саарбрюккене (Funkhaus Saarbrücken).
Саарландское радио является участником следующих обществ с ограниченной ответственностью:
- «Дегето Фильм» (Degeto Film GmbH);
- «АРД Медиа» (ARD Media GmbH);
- «Глобе ТВ Фильм- унд Фернзепродуктион» (globe tv film- und fernsehproduktion GmbH) - студия производящая рекламу.

## Теле- и радиопередачи
- Репортажи из заграницы выпусков новостей «Тагессшау» и телегазет «Тагестемен» и «Нахтмагацин»;
- Репортажи из заграницы спортивного тележурнала «Шпортшау»;
- Репортажи из заграницы ежедневного тележурнала «АРД-Моргенмагацин»;
- Репортажи из заграницы ежедневного тележурнала «АРД-Миттагсмагацин»;
- plusminus - еженедельный тележурнал об экономике, выпускается по очереди с BR, hr, SWR, WDR, NDR и MDR)
- aktuell — выпуск новостей
- aktueller bericht — итоговый выпуск новостей
- Kulturspiegel - новости культуры
- Dein Morgen - утренняя программа на SR 1
- Dein Mittag im Saarland - дневная программа на SR 1
- Известия на SR 1, SR 2 и SR 3
- ARD-Infonacht - ночная программа Inforradio, совместное производство c BR, hr, SWR, WDR, RBB, RB, NDR, MDR
- ARD-Popnacht - ночная программа Radio Eins, совместное производство c BR, hr, SWR, WDR, RBB, RB, NDR, MDR
- ARD-Nachtkonzert - ночная программа Kulturradio, совместное производство c BR, hr, SWR, WDR, RBB, RB, NDR, MDR

## Цифровое вещание SR

### Цифровое телевидение SR
Эфирное:
- Телеканал SR Fernsehen входит в региональную версию ARD-Digital[14]

Спутниковое:
- Транспондер 12266 Гц (спутник Astra 1M) - SR Fernsehen, BR Alpha, SR 1 Europawelle, SR 2 Kulturradio, SR 3 Saarlandwelle и другие немецкие региональные общественные радиостанции[15]
- Транспондер 11053 Гц (спутник Astra 1L) - SR Fernsehen HD, Tagesschau 24 HD, ONE HD[16]